# Nyctunguis danzantinus
Nyctunguis danzantinus är en mångfotingart som beskrevs av Chamberlin 1923. Nyctunguis danzantinus ingår i släktet Nyctunguis och familjen småjordkrypare. Inga underarter finns listade i Catalogue of Life.